# 秋津村 (茨城県)
秋津村（あきつむら）は茨城県行方郡にかつて存在した村である。

## 地理
- 現在の鉾田市、旧鉾田町の西部に位置する。
- 村は巴川の西岸に位置する。

## 歴史

### 村域の変遷
- 1889年（明治22年）4月1日 - 町村制施行により、高田村・串挽村・野友村・半原村・借宿村・青柳村が合併し行方郡秋津村が発足。
- 1955年（昭和30年）3月15日 - 鹿島郡鉾田町・巴村・新宮村・徳宿村と合併し、改めて鉾田町が発足。同日秋津村廃止。

変遷表
| 1868年 以前 | 1868年 以前 | 明治22年 4月1日 | 昭和30年 3月15日 | 平成17年 10月11日 | 現在   |
| ----------- | ----------- | --------------- | ---------------- | ----------------- | ------ |
|             | 高田村      | 秋津村          | 鉾田町           | 鉾田市            | 鉾田市 |
|             | 串挽村      | 秋津村          | 鉾田町           | 鉾田市            | 鉾田市 |
|             | 野友村      | 秋津村          | 鉾田町           | 鉾田市            | 鉾田市 |
|             | 半原村      | 秋津村          | 鉾田町           | 鉾田市            | 鉾田市 |
|             | 借宿村      | 秋津村          | 鉾田町           | 鉾田市            | 鉾田市 |
|             | 青柳村      | 秋津村          | 鉾田町           | 鉾田市            | 鉾田市 |

## 人口・世帯

### 人口
総数 [単位： 人]
| 1891年（明治24年） | 2,355 |
| 1920年（大正 9年） | 3,249 |
| 1935年（昭和10年） | 3,859 |
| 1950年（昭和25年） | 5,583 |

### 世帯
総数 [単位： 世帯]
| 1920年（大正 9年） | 685 |
| 1935年（昭和10年） | 720 |
| 1950年（昭和25年） | 992 |

## 交通

### 鉄道
- 鹿島参宮鉄道（ → 関東鉄道 → 鹿島鉄道）
  - 鹿島参宮鉄道線（ → 鉾田線 → 鹿島鉄道線）
    - 借宿前駅 - 巴川駅

※鹿島鉄道線は2007年4月1日に廃止